# Julia de Asensi
Julia de Asensi y Laiglesia (Madrid, 4 de mayo de 1849-7 de noviembre de 1921) fue una escritora, periodista y traductora española.

## Trayectoria
Hija del diplomático Tomás de Asensi, en su casa de Barcelona montó una tertulia literaria a la que acudieron numerosas damas. La crítica la ha clasificado como perteneciente a un cierto Romanticismo rezagado y ciertamente se consagró a escribir tanto literatura didáctica infantil y juvenil como leyendas y tradiciones populares reelaboradas literariamente a la manera de Bécquer, pero usando la prosa o el verso, como hizo José Zorrilla, localizadas preferiblemente en la Edad Media o en la época de los Reyes Católicos y Pachon con una temática amorosa o centrada en los celos y con elementos sobrenaturales como apariciones de la Virgen, estatuas animadas, fantasmas etcétera. Muchas de ellas las imprimió primero en publicaciones periódicas, como Revista Contemporánea o en El Álbum Ibero-Americano (1890-1891) dirigido por Concepción Gimeno de Flaquer. En "El caballero de Olmedo" vuelve a tratar el tema que Lope de Vega encontró ya formulado literariamente e inspirado en un hecho histórico; también se inspira en un hecho histórico "El encubierto", que se desarrolla en la España de Carlos V y en la rebelión valenciana de las Germanías. "Olivia Campana" toma como personaje principal el pintor holandés Antonio Moro, famoso por sus retratos y que estuvo unos años en España protegido por Felipe II; como otros poseen trasfondo policiaco, como en "La salvadora".
Las fuentes de Asensi suelen ser Bécquer, Zorrilla, Fernán Caballero o Lope de Vega, pero sus creaciones de mayor fuerza provienen de la historia o del folklore tradicional español; en sus narraciones los personajes femeninos tienen iniciativa, son activos y frecuentemente protagonistas. Como escritora costumbrista participó en la antología de Faustina Sáez de Melgar Las españolas, Americanas y Lusitanas pintadas por sí mismas (1881) 
En cuanto a su literatura para niños, fue publicada en parte en El Camarada. Semanario infantil ilustrada (Barcelona: Ramón Molina, 1887-91), revista infantil de la que fue redactora y durante algún tiempo editora. También tradujo libros del francés y estrenó algunas piezas teatrales como El Amor y la sotana: comedia en un acto y en verso (Madrid: Alonso Gullón, 1878).

## Obra
- La siempreviva del invierno y otras narraciones. Barcelona: Vicente F. Perelló.
- El amor y la sotana. Madrid: Alonso Gullón, 1878.
- Tres amigas. Madrid: Biblioteca Universal, 1880.
- Leyendas y tradiciones en prosa y verso. Madrid: Biblioteca Universal, 1883.
- Novelas cortas. Madrid: Biblioteca Universal, 1889.
- Herencia de sangre. Madrid: A. Alonso, 1892.
- Santiago Arabal. Historia de un pobre niño. Madrid: Hijos de M.G. Hernández, 1894.

### Infantil
- Auras de otoño. Cuentos para niños y niñas. Barcelona: Antonio J. Bastinos, 1897.
- Brisas de primavera. Cuentos para niños y niñas. Barcelona: Antonio J. Bastinos, 1897.
- Cocos y hadas. Cuentos para niñas y niños. Barcelona: Bastinos, 1899.
- Biblioteca Rosa. Barcelona: Bastinos, 1901.
- Victoria y otros cuentos. Boston: D.C. Heath and Company, 1905.
- Las estaciones. Cuentos para niños y niñas. Barcelona: Antonio J. Bastinos, 1907.
- Los molinos de Levante y otras narraciones. Barcelona: Perelló y Vergés, 1915.